# Гостун (село, Болгария)
Гостун (болг. Гостун) — село в Благоевградской области Болгарии. Входит в состав общины Банско. Находится примерно в 17 км к востоку от центра города Банско и примерно в 55 км к юго-востоку от центра города Благоевград. По данным переписи населения 2011 года, в селе  проживало 46 человек, преобладающая национальность — болгары.
В селе Гостун родился болгарский лыжник, призёр Олимпийских игр в Лейк-Плэсиде Иван Лебанов.

## Население
| Год     | 1934 | 1946 | 1956 | 1965 | 1975 | 1985 | 1992 | 2001 | 2011 |
| ------- | ---- | ---- | ---- | ---- | ---- | ---- | ---- | ---- | ---- |
| Жителей | 621  | 585  | 563  | 500  | 350  | 230  | 143  | 92   | 46   |

|  |